# デラノ・バルフゾルフ
デラノ・バルフゾルフ（ブルフゾルフ、Delano Burgzorg、1998年11月7日 - ）は、オランダ・アムステルダム出身のサッカー選手。ミドルズブラFC所属。ポジションはFW。

## 経歴
2020年1月30日、スペツィア・カルチョからヘラクレス・アルメロに買い取りオプション付きでレンタルした。
2020年6月15日、ヘラクレス・アルメロに3年契約で完全移籍を果たした。
2022年1月29日、1.FSVマインツ05に買取オプション付きのローン移籍で加入した。
2022年5月17日、1.FSVマインツ05は買取オプションを行使し、2025年までの契約を結んだと発表した。
2023年8月28日、ハダースフィールド・タウンFCにシーズン終了までのローン移籍で加入した。
2024年6月14日、ミドルズブラFCに4年契約で移籍した。